# Marie Kurz
Marie Kurz (Ulm, 6 de agosto de 1826, como Eva Maria Freiin von Brunnow-Múnich, 26 de junio de 1911) fue una socialista ("María Roja") y pacifista. Contrajo matrimonio con el escritor, publicista y traductor Hermann Kurz y fue madre de la escritora Isolde Kurz y del escultor Erwin Kurz.

## Biografía
Los padres de Marie Kurz eran el coronel August Freiherr von Brunnow (Königsberg en Franconia, 1781-Oberesslingen, 1850) y Wilhelmine Freifrau von Brunnow, ambos de ascendencia noble. Su abuelo paterno, el coronel Heinrich Reinhard Ritter und Edler von Oetinger, señor de Hohlach, cerca de Uffenheim y Archshofen (Stuttgart, 1738-Rottweil, 1796, cuando aparentemente se suicidó por las enormes deudas que había contraído), era, curiosamente, sobrino del prelado pietista pro-masónico Friedrich Christoph Oetinger, quien en su utopía social Die Güldene Zeit (1759-1761) abogó por más libertad, igualdad y humanidad. En 1775 Georg Adam Eger lo retrató en su obra más famosa junto con los tres grandes símbolos de la masonería: La Biblia, el compás y la escuadra. Además, Heinrich Reinhard Ritter und Edler von Oetinger era hermano del masón y radical Iluminado Eberhard Christoph Ritter und Edler von Oetinger (1743-1805), que estaba emparentado con el escritor J. W. Goethe por su matrimonio con Charlotte von Barckhaus-Wiesenhütten (1756-1823). Esta relación de Marie Kurz con su tío bisabuelo, el prelado Friedrich Christoph Oetinger, y con su sobrino, Eberhard Christoph, puede haber contribuido a reforzar la tradición progresista en la familia.

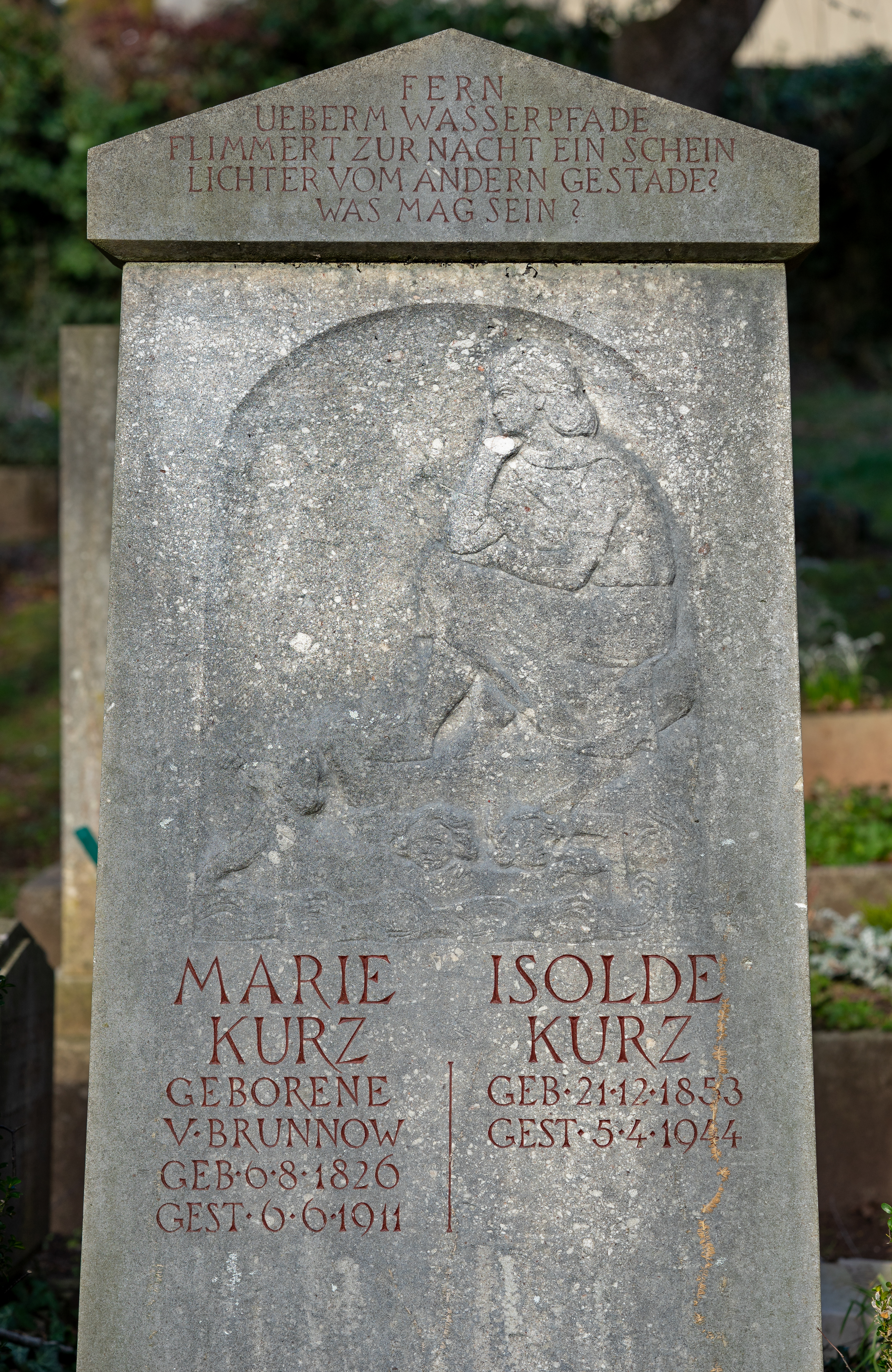
Tumba de Marie Kurz y su hija Isolde Kurz

Maria Kurz, nacida Eva Maria Freiin von Brunnow, creció en Stuttgart y en Ludwigsburg. Se mudó a Oberesslingen después de que su familia comprara allí una finca. Recibió una amplia educación, algo inusual para una mujer del siglo XIX. Esto la convirtió en una amante de la literatura y admiradora de la Antigüedad clásica. A la vez, fue pacifista y una de las primeras mujeres socialistas. Durante la Revolución de 1848-1849 se comprometió de forma activa con el bando democrático: actuaba como oradora revolucionaria y escribía manifiestos políticos. Durante esta época solía llevar trajes de campesina para protestar contra los códigos de vestimenta burgueses.
El 23 de febrero de 1848 conoció al teólogo y escritor Hermann Kurz en Esslingen am Neckar, con quien se casó en 1851. De este matrimonio nacieron cuatro hijos, entre ellos el socialista radical Edgar Conrad Kurz (1853-1904), el escultor Erwin Kurz y la autora Isolde Kurz, que más tarde rendiría homenaje literario a la vida de su madre en el libro titulado precisamente Meine Mutter (Mi madre).
La «Srta. Kurz» ya había renunciado a su título nobiliario antes de su matrimonio y adoptó el nombre civil de su marido. Esto se consideró, en relación con sus actividades políticas, junto a su marido, una muestra de su actitud liberal y republicana. Tras la muerte de su esposo, se mudó a Italia y no regresó a Alemania hasta 1910.